# Chiqué
La palabra chiqué pertenece al lunfardo con el significado de simulación u ostentación, es un derivado del francés y ha sido usada en varios tangos.

## Etimología
Si bien la inmigración francesa a la Argentina no fue muy numerosa, algunos factores incidieron en las primeras décadas del siglo XX para la formación de vocablos del lunfardo originados en el francés: el ingreso al país de mujeres francesas para dedicarse a la prostitución y de hombres del mismo origen para la actividad del proxenetismo, el uso del francés dentro de esta actividad como lengua franca o argot profesional por personas de distinta nacionalidad, la internacionalización del tango y los viajes a Francia de frecuentadores de la noche porteña.
Uno de esos vocablos fue chiqué, tomado del argot du milieu (la jerga de los rufianes), una abreviación de las expresiones francesas chiquer contre, versión deformada de chiquer comte, que a su vez deriva de  chiquer comtois, todas con el significado de “mentir y simular” y, por extensión, engañar con falsas apariencias. Chiquer también significa mascar tabaco; Jean Lacassagne y Pierre Devaux dicen en su libro L’argot du milieu que “El hecho de inflar una mejilla con la punta de la lengua como si se estuviera mascando tabaco indica que lo que se va a decir no debe tomarse en serio.

## La influencia del tango
Señala Teruggi que además del proceso de creación espontánea del lunfardo, están también lo que define como “creadores profesionales de lunfardismos”, esto es autores teatrales, escritores en el sentido amplio (libretistas de radio, guionistas de cine), poetas, letristas de tango, etc. Algunos de ellos, para lograr una rápida y eficaz comunicación, recurren a lunfardismos –que contienen una carga afectiva-, difundidos en mayor o menor medida, e incluso los crean ad hoc. Se trata de un fenómeno que también se da en otros países y que Flexner y Wentworth denominan argot sintético o artificial . En este terreno uno de los agentes fundamentales en la divulgación del lunfardo son los letristas de tango. Chiqué es un lunfardismo de poca circulación cuyo primer registro escrito es el tango del mismo nombre creado en 1920, que con su popularidad aseguró la perdurabilidad del término.

## Su uso en el tango
En el tango Chiqué de Ricardo Luis Brignolo el narrador se dirige a la mujer afirmando que conmigo nunca empleastes un chiqué. En ¡Che, papusa oí ( Enrique Cadícamo, 1927 ) el autor describe a la papusa como la milonguerita de más chiqué, si al protagonista de  ¡Pobre milonga! ( Manuel Romero, 1923 ) la ven llorando todos dicen que es chiqué; del personaje de Noches de Montmartre ( Carlos César Lenzi, 1932 ) el autor dice: "Muñequita de lujo, labios pintados/silueta dibujada con gran chiqué". El narrador del tango “No me hagás chiqué”, de Rodolfo Sciammarella y Juan E. Fernández pide: “No me hagás chiqué/todos te dirán/y aunque placer sientas/nunca lo creerás”.